# مياواكا (فوكوكا)
مدينة مياواكا (بالإنجليزية: Miyawaka)‏ هي أحد المدن التابعة لمحافظة فوكوكا. تأسست رسميًا في 11/02/2006. ويقدر عدد سكانها بـ 30793 نسمة حسب تقدير مكتب الإحصاء الياباني لعام 2012. تبلغ مساحة مياواكا 139.99 كم2. بكثافة سكانية تبلغ 220 نسمة/كم2.